# فريديريك باربييه (أمين مكتبة)
فريديريك باربييه (بالفرنسية: Frédéric Barbier)‏ هو مؤرخ وأمين مكتبة فرنسي، ولد في 27 أغسطس 1952 في شاتو في فرنسا.